# Ikeda, Hokkaido

Ikeda (池田町 Ikeda-chō?) este un oraș în Japonia, în prefectura Hokkaido.